# Villa La Tyrolienne
La maison dite villa La Tyrolienne est l’une des quinze villas balnéaires répertoriées patrimoine exceptionnel de la commune de La Baule-Escoublac, dans le département français de la Loire-Atlantique. Construite en 1912, par Louis Holt, il s’agit d’une villa de style dissymétrique médiéval située dans le lotissement Darlu.

## Localisation
La villa est située au 21, allée des Mouettes, en retrait des voies au milieu d’un jardin bordé au nord par le 4, allée des Vanneaux, dans le lotissement Darlu ; elle est mitoyenne à l’est.
Ce lotissement porte le nom d'Édouard Darlu, associé au comte Jules-Joseph Hennecart, inspecteur de la construction du chemin de fer. Ce dernier, propriétaire de 46 ha de dunes avec son associé, confie en 1871 la conception du plan d’ensemble à l’architecte Georges Lafont du front de mer jusqu'à l’ancienne gare, alors située à l’emplacement de l’actuel jardin de la Victoire. Le lotissement s’étend de part et d’autre de l’actuelle avenue du Général-De-Gaulle, perpendiculaire à la plage, avec, à l’est, le quartier des Arbres et, à l’ouest, celui des Oiseaux.

## Patrimoine de La Baule-Escoublac
La zone de protection du patrimoine architectural, urbain et paysager (ZPPAUP) de La Baule-Escoublac rassemble 6 871 bâtiments, parmi lesquels 15 villas sont distinguées en patrimoine exceptionnel ; 699 autres sont recensées en patrimoine remarquable à conserver et 1 741 en patrimoine d’accompagnement essentiel.

## Historique
Le plan de la villa a été signé le 25 octobre 1912 par Louis Holt.
Il est consultable dans le fonds Le Gouic.
Il s’agit de « la première toiture-terrasse de La Baule » (Alain Charles cité par Éric Lescaudron), construite par les propriétaires des cirages Kiwi.
Elle a, depuis sa construction, été profondément transformée pour permettre d’accueillir six appartements.

## Architecture
La villa est de type dissymétrique médiéval et se dresse sur trois niveaux, deux étages dominant un rez-de-chaussée sur rez-de-jardin ; elle est couverte d’ardoise et les murs sont en moellons.
Une tour demi ronde en avant-corps est percée de trois arcs de pierre en plein cintre et des créneaux ; elle est couverte d’une toiture conique, ouverte par une lucarne. 
Le rez-de-chaussée de la tour est évidé pour présenter le porche d’entrée, à colonnes et arcatures.
Un retour situé à l’est de la tour est couvert d’une toiture-terrasse en béton, protégée par des créneaux et des merlons. Les créneaux ont été rajoutés à la construction initiale, remplaçant un balcon avec des balustres tournés, comme le montre une carte postale ancienne.
L’ensemble est ponctué par une échauguette en bois, à toiture à huit pans.
Le rez-de-chaussée est surélevé et est percé par trois baies en plein cintre, séparées par deux colonnes en pierre taillée. Partant du centre de cet ensemble, un escalier en granite mène au jardin.
À l’étage, deux fenêtres avec garde-corps en fonte encadrent un blason en mosaïque où apparaissent deux perroquets.